# Holocaust in Litauen

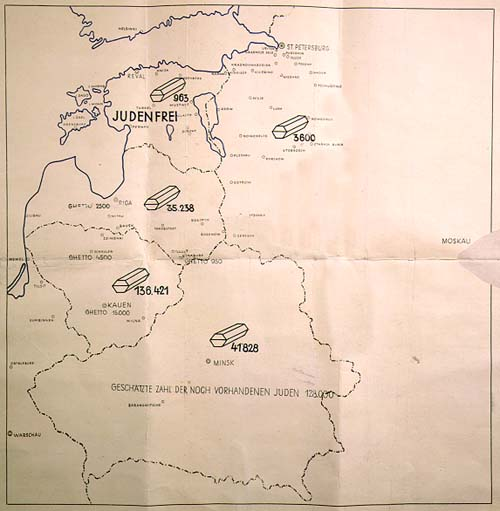
Stahleckers Bericht an Heydrich vom 31. Januar 1942 über „Fortschritte“ der Judenvernichtung im Reichskommissariat Ostland.

Der Holocaust in Litauen war ein Völkermord, dem zwischen 1941 und 1944 die jüdische Bevölkerung Litauens beinahe vollständig zum Opfer fiel. Über 200.000 Juden wurden hauptsächlich durch Angehörige der deutschen Einsatzgruppen und ihrer Helfer ermordet, wobei sich zahlreiche Litauer an Pogromen und an der Ermordung der jüdischen Bevölkerung beteiligten.

## Hintergrund
Die Erste Litauische Republik wurde im Februar 1918 gegründet. Sie verlor im Polnisch-Litauischen Krieg 1920 die mehrheitlich polnisch bewohnten Gebiete Litauens rund um Vilnius an Polen; Kaunas wurde zur „vorübergehenden Hauptstadt“ Litauens. Ende September 1939 erklärte die Sowjetunion im Deutsch-Sowjetischen Grenz- und Freundschaftsvertrag Litauen zu ihrem Interessengebiet, übergab alsbald das Gebiet von Vilnius an Litauen, stationierte aber gleichzeitig Truppen und unterhöhlte die Souveränität des Staates. Im Juni 1940 marschierte die Rote Armee in Litauen ein und am 3. August 1940 wurde das Land als „Litauische Sozialistische Sowjetrepublik“ in die UdSSR eingegliedert.
Fortan verfolgte, inhaftierte oder verschleppte das NKWD Personen, die konterrevolutionärer, antisowjetischer Gesinnung oder der Wirtschaftssabotage beschuldigt wurden. Mehr als 20.000, nach anderen Angaben sogar bis zu 35.000 Litauer wurden in der Zeit vom 14. bis zum 22. Juni 1941 (dem Tag des deutschen Überfalls auf die Sowjetunion) gewaltsam nach Sibirien deportiert.

## Jüdische Minderheit
Vor 1939 lebten in Litauen 150.000 bis 155.000 Juden. Hinzugerechnet werden müssen etwa 80.000 Juden aus Wilna (Stadt und Verwaltungsgebiet), die nach Abtretung des Gebietes an die Sowjetunion im Oktober 1939 zu Litauen kamen. Ungefähr 10.000 Juden gelang später die Flucht in die Sowjetunion.
Litauische Nationalisten definierten ihre nationale Identität über ihre Sprache; die Alltagssprache der jüdischen Minderheit war jedoch Jiddisch, regional teils auch Polnisch oder Russisch. Nach Ansicht von Historikern bewirkten die politischen Verhältnisse zwischen 1938 und dem Juni 1941 „schwere Erschütterungen“ oder gar eine „vollkommene Zerrüttung“ der litauischen Gesellschaft und verstärkten den Antisemitismus bis hin zu gewaltsamen Formen. Zur Eskalation der feindseligen Gefühle führte zum Beispiel die von der Sowjetunion verordnete Gleichbehandlung bei der Besetzung von Ämtern. In der Wahrnehmung von Litauern wurden die Juden von der Sowjetunion privilegiert, zudem wurden sie der Kollaboration bezichtigt. Auch ihre Mitwirkung und ihr Einfluss in der Kommunistischen Partei wurden weit überschätzt. Mehrere Tausend Juden und Polen befanden sich unter den „antisowjetischen Elementen“, die unmittelbar vor dem Einmarsch der Deutschen verschleppt wurden.

## Verlauf

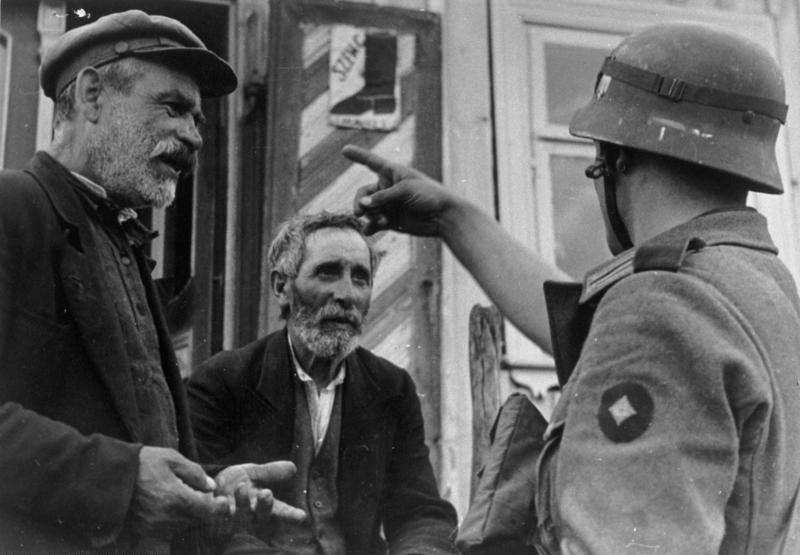
Wehrmachtssoldat mit jüdischen Männern (fotografiert von der Propagandakompanie 612 am 24. Juni 1941)

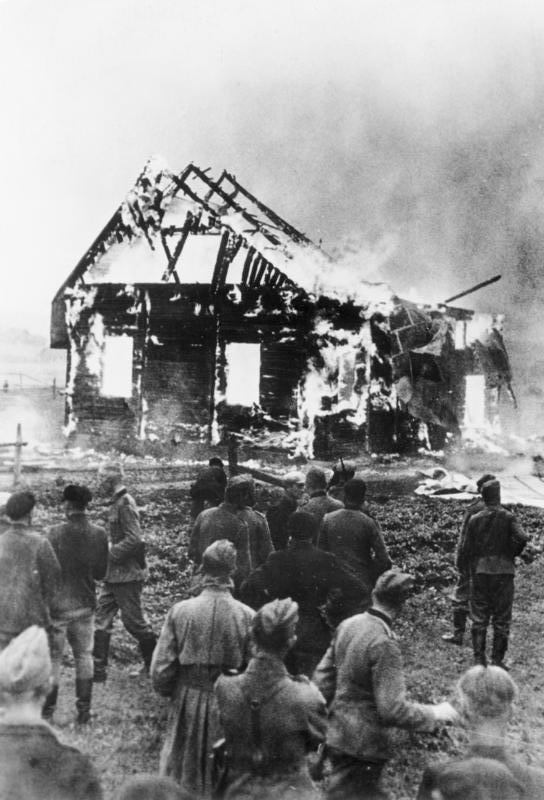
Von Litauern angezündete Synagoge. Wehrmachtssoldaten schauen unbeteiligt zu. (Juni 1941)

Bereits kurz nach dem deutschen Überfall auf die Sowjetunion marschierte die Wehrmacht ab dem 22. Juni 1941 in Litauen ein (siehe dazu: Hitler-Stalin-Pakt). Viele Litauer empfanden das als Befreiung von der Roten Armee der Sowjetunion. Es kam sofort nach dem Einmarsch zu von den Deutschen geduldeten und teils auch insgeheim veranlassten gewalttätigen Übergriffen auf jüdische Bürger durch nationalpatriotisch gesinnte Litauer. Die Anzahl der dabei getöteten Juden wird auf mindestens viertausend geschätzt.
Deutsche Militärangehörige, die in Kaunas, beim Massaker von Ponary oder in Wilna Augenzeuge bei der Ermordung von Juden wurden, griffen nicht ein. Als der Befehlshaber des Rückwärtigen Heeresgebietes Nord, Franz von Roques, seinem Vorgesetzten Wilhelm Ritter von Leeb von den massenhaften Erschießungen in Kaunas berichtete, wurde ihm Zurückhaltung empfohlen. Roques selbst äußerte, die Judenfrage könne auf diese Weise wohl nicht gelöst werden, vielmehr sei die Sterilisierung aller männlichen Juden die sicherste Lösung.
Die deutsche Führung hatte bereits vor Kriegsbeginn eine Zivilverwaltung für das zu erobernde Gebiet vorgesehen, das Hinrich Lohse als Reichskommissariat Ostland unterstellt wurde. Nach einem Entwurf von „Vorläufigen Richtlinien für die Behandlung jüdischer Bürger“ sollte der ländliche Raum von Juden „gesäubert“ und antijüdische Maßnahmen ergriffen werden. Der Leiter der Einsatzgruppe A, Walter Stahlecker, beanstandete diese Maßnahmen am 6. August 1941, da sie die „neuen Möglichkeiten zur Bereinigung der Judenfrage“ nicht berücksichtigten. Er schlug eine „fast 100 % sofortige Säuberung des gesamten Ostlandes“, die „Verhinderung der Vermehrung der Juden“ und eine Ghettoisierung als „eine wesentliche Erleichterung des späteren gesammelten Abtransportes in ein außereuropäisches Judenreservat“ vor. Tatsächlich aber begannen wenig später Angehörige seiner Einsatzgruppe mit einer planmäßigen massenhaften Ermordung: Am 15. und 16. August 1941 ließ SS-Obersturmführer Joachim Hamann 3200 Juden erschießen, unter ihnen zahlreiche Frauen und Kinder. Entsprechende Weisungen Heinrich Himmlers ergingen vermutlich bereits Ende Juli 1941.
Die deutschen Zivilbeamten nahmen die Mordaktionen nicht nur billigend hin. Ebenso wie auch Wehrmachtsoffiziere regten sie Massaker selbst an. In der ersten Augusthälfte 1941 forderten Kreis- und Gebietskommissare mehrfach, „unproduktive“ Juden umbringen zu lassen. In Litauen wurden die Juden in etwa 100 Ghettos und Lager eingewiesen. Im Gegensatz zu den für einen längeren Zeitraum geplanten sorgfältig abgeschirmten jüdischen Wohnbezirken in den größeren Städten handelte es sich bei den kleineren Ghettos auf dem Lande oft nur um Synagogen oder Scheunen, in die man die Juden oft unter widrigen Lebensbedingungen und ohne ausreichende Versorgung einsperrte. Als Folge verbreiteten sich unter den Inhaftierten ansteckende Krankheiten; die Seuchengefahr diente in einigen Fällen als Vorwand, diese Juden durch das „Rollkommando“ Hamann umbringen zu lassen.
Der Untergang der litauischen Juden vollzog sich im Wesentlichen bis Ende 1941. Nie zuvor starben so viele litauische Juden in so kurzer Zeit. Der SS-Führer Karl Jäger listete in dem nach ihm benannten Bericht  exakte Tagesdaten, Tatorte und Zahl der Mordopfer auf. Bis zum 1. Dezember 1941 wurden danach 137.346 Personen „exekutiert“; nicht enthalten sind in dieser Zahl die Juden, die bis zum Oktober vom Einsatzkommando 2 in nordwestlichen Gebieten Litauens ermordet worden waren. Im Protokoll der Wannseekonferenz, die am 20. Januar 1942 stattfand, wird für Litauen die Anzahl der verbliebenen Juden auf 34.000 beziffert.
Ende 1941 lebten in Litauen einschließlich des Gebiets Wilna nur noch 43.000 von zuvor 215.000 Juden. Die Mehrzahl der Juden in Litauen zogen nicht, wie etwa im benachbarten Lettland, in städtische Ghettos ein und wurden auch nicht in Konzentrationslager deportiert, sondern nahe ihren Wohnorten in provisorischen Sammelstellen zusammengefasst und bald darauf an ausgehobenen Gruben erschossen. Die größten „Aktionen“ (Massaker) dieser Vernichtung wurden im Neunten Fort bei Kauen und im Wald von Aukštieji Paneriai südlich von Wilna begangen.

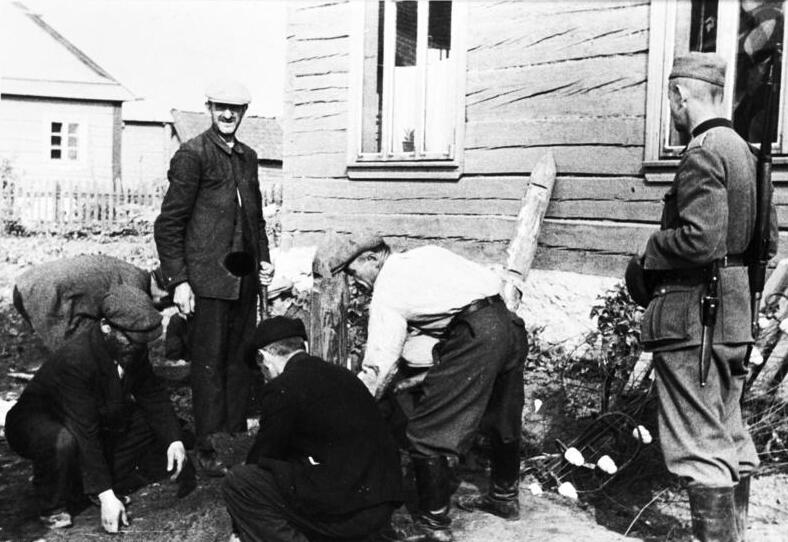
Litauische Juden unter NS-Aufsicht beim Arbeitseinsatz. Propagandafoto vom 28. Juni 1943

1942 begann eine zweite Phase der Tötungen. Die überlebenden Juden dienten der Kriegswirtschaft als Zwangsarbeiter. Die Wehrmacht baute für die etwa 43.000 „arbeitsfähigen“ jüdischen Zwangsarbeiter und deren Angehörige das KZ Kauen, das Ghetto Wilna und Schaulen sowie einige kleinere Ghettos. In der dritten Phase des Holocaust in Litauen vom April 1943 bis Juli 1944 lösten die Besatzer die Ghettos und Lager auf und brachten die verbliebenen Juden von Kauen und Schaulen um.

## Kollaboration
Die Rote Armee hatte den Staat Litauen 1940 militärisch besetzt. Viele Litauer sahen in den deutschen Truppen, die am 22. Juni 1941 ankamen, Befreier. Die deutschen Behörden gewährten der Regierung in den ersten Tagen eine scheinbare Unabhängigkeit. Am 5. August lösten die Besatzer diese provisorische Regierung (Laikinoji Vyriausybė) wieder auf. Der Premierminister Kazys Škirpa, im Exil in Berlin, wurde von den Nationalsozialisten unter Hausarrest gestellt und später, wie manche andere Mitglieder der provisorischen Regierung, in Konzentrationslager verschleppt.
SS-Brigadeführer Franz Walter Stahlecker fand es beim Einmarsch „überraschenderweise zunächst nicht einfach, dort [in Kowno/Kaunas] ein Judenpogrom grösseren Ausmasses in Gang zu setzen“. In seinem Bericht vom 15. Oktober 1942 heißt es weiter, es sei schließlich mit Hilfe einer litauischen Partisanengruppe gelungen, ein Pogrom auszulösen, „ohne dass nach aussen irgendein deutscher Auftrag oder eine deutsche Anregung erkennbar wurde.“
Eine marodierende Gruppe militanter Litauer unter der Führung von Algirdas Klimaitis führte das erste Pogrom in der Nacht vom 25. auf den 26. Juni 1941 in Kaunas durch, brannte ein jüdisches Wohnviertel mit 60 Häusern nieder, tötete dabei 1500 Juden und in den Folgenächten weitere 2300.
Am 24. Juni 1941 installierte die deutsche Geheim- und Kriminalpolizei die litauische Geheimpolizei (Saugumo policija). Auch sie arbeitete den Besatzern beim Holocaust in die Hände. Manche NS-Funktionäre schätzten den Eifer der Saugumo höher als den der Gestapo ein. Die verheerendste Wirkung unter den antisemitischen litauischen Kräften hatte das Sonderkommando Ypatingasis būrys aus der Gegend von Vilnius, das Tausende von Juden umbrachte (Massaker von Ponary). Auch die Litauische Arbeitergarde beteiligte sich am Holocaust. Viele litauische Unterstützer der deutschen Polizei kamen aus der faschistischen Organisation Eiserner Wolf. Die Zeitung Naujoji Lietuva (Das neue Litauen) schrieb am 4. Juli 1941 in ihrem Leitartikel: „Der größte Feind Litauens und anderer Nationen war – und ist mancherorts noch – der Jude. … Ein Neues Litauen, das sich dem Neuen Europa of Adolf Hitlers anschließt, muss judenfrei sein.“
Die Bevölkerung vor Ort arbeitete den Besatzern bei der Tötung der Juden mit Vorbereitungsmaßnahmen und Logistik zu. Auch wenn nicht alle Litauer Bürger den Holocaust guthießen und viele sogar ihr Leben riskierten, indem sie Juden versteckten, so ist der hohe Grad an Kollaboration mit den deutschen Besatzern doch ein Charakteristikum des Holocaust in Litauen. Bei einer Bevölkerung von knapp drei Millionen, davon rund 80 % ethnischer Litauer, nahmen einige Zigtausende aktiv an den Tötungen der Juden teil, nur einige Hundert leisteten Widerstand, darunter viele Bürger der polnischen Minderheit in Litauen.

## Deutungen und Aufarbeitung

### In Litauen
Einige Historiker sehen im Holocaust in Litauen die früheste Ausprägung der so genannten „Endlösung der Judenfrage“ und setzen damit den Beginn des Holocaust im Sommer 1941 in Litauen an. Wolfram Wette deutet diesen Teil als „Ouvertüre“ des Genozids vor seiner Technisierung durch die Gaskammern und Hochleistungskrematorien der stationären Todesfabriken. Kontrovers wurde diskutiert, ob und wann die Einsatzgruppen einen ausdrücklichen Befehl erhielten, alle Juden – Männer, Frauen und Kinder – in den eroberten Gebieten zu ermorden. Inzwischen kann man nachweisen, dass die Mordaktion erst im Verlauf von Wochen immer mehr Opfergruppen erfasste. Die Initiative verlagerte sich von einer hierarchischen Befehlskette auf die Täter vor Ort, die die ihnen gewährten Handlungsspielräume ausloteten. Sönke Neitzel und Harald Welzer zeigen exemplarisch anhand von Äußerungen Saulius Sužiedėlis zweier unbeteiligter deutscher Wehrmachtsangehöriger aus Wilna, dass diesen der Massenmord im vorgefundenen „Referenzrahmen“ nicht als unrecht oder unmoralisch erschien.
Helmut Krausnick bezeichnet es als „eines der peinlichsten Kapitel der deutschen Heeresgeschichte“ und einen Verstoß gegen die elementarsten Pflichten einer Besatzungstruppe, dass die deutsche Wehrmacht nicht einschritt, als litauische Täter Hunderte von Juden totschlugen. Wolfram Wette sieht darüber hinaus in der weiteren Tatenlosigkeit der Wehrmachtsoffiziere, durch die das Vorgehen der Einsatzkommandos und ihrer litauischen Mordhelfer gedeckt wurde, einen „Präzedenzfall“, der den weiteren Weg vorzeichnete.
Der Großteil der Organisation, der Vorbereitungen der Ermordung sowie der Erschießungen wurde von litauischen willigen Helfern ausgeführt. Nicht nur litauische Hilfspolizeibataillone (TDA) als „Direkt-Täter“, sondern auch lokale Helfer waren durch administrative Vorbereitung und personelle Unterstützung beteiligt. Historiker verweisen auf Quellen wie den Jäger-Bericht und betonen unzweideutig „die klare und ausschließlich deutsche Verantwortung“. Ohne rassisch-ideologische Vorgaben, ohne „die deutsche Initiative, ohne die deutschen Tätergruppen wäre es nicht zum Holocaust in Litauen gekommen.“ Die Einsatzgruppe 3 wird als „primäre Kraft bei der Organisation der Ermordung“ hervorgehoben.
In der Sowjetunion begann zunächst 1944 im Rahmen der Erstellung des sogenannten Schwarzbuchs eine Sammlung und Dokumentation der Holocaust-Verbrechen, wobei für Litauen insbesondere Abraham Sutzkever Dokumente und Berichte zusammenstellte. Im Zusammenhang der Kampagne gegen die „wurzellosen Kosmopoliten“ und der Vernichtung des Jüdischen Antifaschistischen Komitees wurde der Druck des Schwarzbuchs verboten, der bereits großenteils fertiggestellte Satz wurde 1948 vernichtet. Das Buch konnte in der Sowjetunion nie erscheinen. Insbesondere die Hervorhebung der jüdischen Opfer und die Berichte über die Zuarbeit einheimischer Bürger zum Massenmord galten aus Sicht der Sowjetführung als politische Fehler. Die detaillierten Berichte Sutzkevers über Litauen sind erst seit 1994 wieder zugänglich.
Danach unterband die Sowjetunion die Aufarbeitung der Ermordung von Juden im Baltikum. Zwar wurden viele litauische Kollaborateure mit dem Naziregime vor Gericht gestellt, doch die verhängten Strafen waren der Ungeheuerlichkeit der Verbrechen oft nicht angemessen. Vor allem aber wurde regelmäßig, etwa auf Gedenktafeln, lediglich das Leid der „Sowjetbürger“ erwähnt, die Juden wurden als Opfer nicht benannt.
Da die Sowjetunion keine öffentliche Erinnerung an den Holocaust zuließ (oder nur in den Formeln der herrschenden Ideologie), waren es vor allem litauische Schriftsteller im Exil, die den Holocaust in ihrer Heimat zum Thema machten, allen voran der Dichter Algimantas Mackus (1932–1964). Antanas Škėma (1910–1961) knüpfte in seiner Novelle Izaokas an Motive der Opferung Isaaks an, um die Unmöglichkeit, den Holocaust zu „verstehen“, in Worte zu fassen.
Erst seit dem Zusammenbruch der Sowjetunion und der Wiederherstellung der litauischen Unabhängigkeit 1990 beginnt eine landesweite Diskussion über die Aufarbeitung des Holocaust. Im Vordergrund der Wahrnehmung steht jedoch die eigene Opferrolle während der „Russenjahre“ 1940–1941 und 1944–1989. Litauen war der erste Teil der ehemaligen Sowjetunion, der nach der Unabhängigkeit den Schutz von Stätten des Holocaust in ihre Verfassung schrieb. 1991 wurde die Holocaust-Ausstellung des Jüdischen Museums in Vilnius eröffnet, die bis heute die Shoa in Litauen dokumentiert, zunächst unter der Leitung von Emanuelis Zingeris, später von Rachel Kostanian. Das 1993 eröffnete „Museum der Opfer des Völkermords“ in Vilnius (seit 2018 Museum der Okkupationen und Freiheitskämpfe) widmete sich hingegen lange ausschließlich der sowjetischen Repression, erst seit 2011 gibt es dort auch einen Raum zur Erinnerung an den Holocaust. 1995 sprach der litauische Präsident Algirdas Brazauskas vor dem israelischen Parlament eine offizielle Entschuldigung an das jüdische Volk wegen der litauischen Beteiligung am Holocaust aus. Das Simon Wiesenthal Center kritisierte die schleppende Aufarbeitung und warf den litauischen Behörden vor, Kriegsverbrecher nicht vor Gericht zu bringen.
Im Jahre 2000 wurde in Vilnius ein Verein „Haus des Gedenkens“ (Atminties namai) gegründet, der seitdem unter anderem mit Schülerwettbewerben unter dem Titel Unsere Großeltern – Jüdische Nachbarn Bildungsarbeit über den Holocaust in Litauen betreibt. Er entstand dank der privaten Initiative einer Gruppe von Intellektuellen, darunter der Historiker und Filmkritiker Linas Vildžiūnas, die Journalisten Algimantas Čekuolis und Rimvydas Valatka, der Theologe Tomas Šernas, die Theaterkritikerin Irena Veisaitė und der Drehbuchautor Pranas Morkus. Am 30. August 2016 wurden erstmals in Litauen Stolpersteine verlegt, um der Opfer des NS-Regimes und der litauischen Pogrome zu gedenken.

### Strafprozesse vor deutschen Gerichten
Ein singuläres Ereignis war der Prozess gegen Martin Weiss und August Hering 1950, bei dem beide wegen Mordes und vielfacher Beihilfe zum Mord an der Tötungsstätte Ponary zu lebenslänglicher Haft verurteilt wurden.
Erst Ende der 1950er Jahre begann die bundesrepublikanische Justiz in nennenswertem Umfang mit der Aufarbeitung von Verbrechen des Holocausts in Litauen. So wurden im so genannten Ulmer Einsatzgruppen-Prozess 1958 zehn Beteiligte am Holocaust in Litauen zu Haftstrafen verurteilt, unter anderem der nach dem Krieg untergetauchte SS-Standartenführer Hans-Joachim Böhme wegen Beihilfe zum Mord an Juden in 3907 Fällen zu 15 Jahren Haft.
Im April 1961 kamen fünf Täter in Aurich vor Gericht, unter anderem der Borkumer Arzt Werner Scheu und der Reitlehrer Karl Struve, die beide in Litauen als SS-Führer an Massakern beteiligt waren. Beide erhielten milde Haftstrafen, die nach einer Revision drei Jahre später auf zehn bzw. neun Jahre Zuchthaus erhöht wurden. Weitere Prozesse folgten, u. a. im September 1961 in Dortmund gegen die Gestapo-Mitglieder Alfred Krumbach, Wilhelm Gerke und Hermann-Ernst Jahr. Krumbach war nach dem Krieg Beamter des Verfassungsschutzes und trat im Ulmer Einsatzgruppen-Prozess als Zeuge auf. Dort wurde er jedoch von anderen Zeugen als Täter identifiziert und im Gerichtssaal verhaftet. Vor dem Schwurgericht in Dortmund erhielt er wegen Mitwirkung an der Tötung von 827 Menschen in Litauen vier Jahre und sechs Monate Zuchthaus.

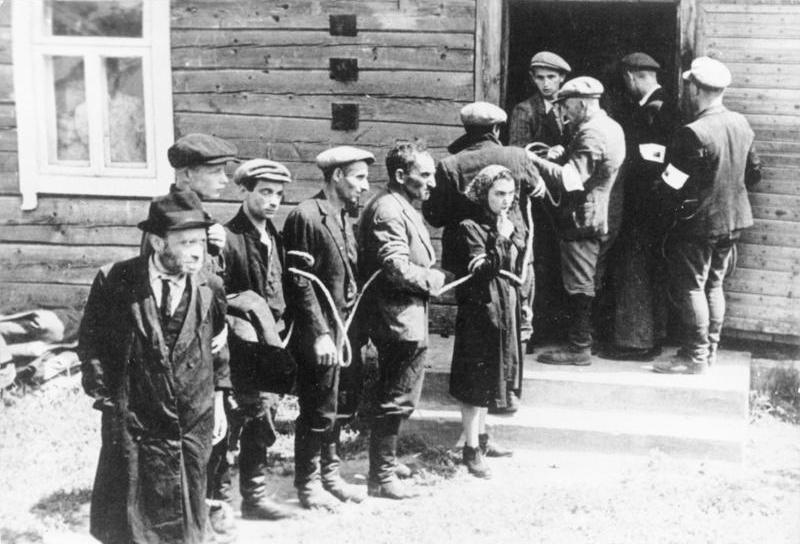
Litauische NS-Kollaborateure nehmen Juden fest. NS-Propagandafoto vom Juli 1941
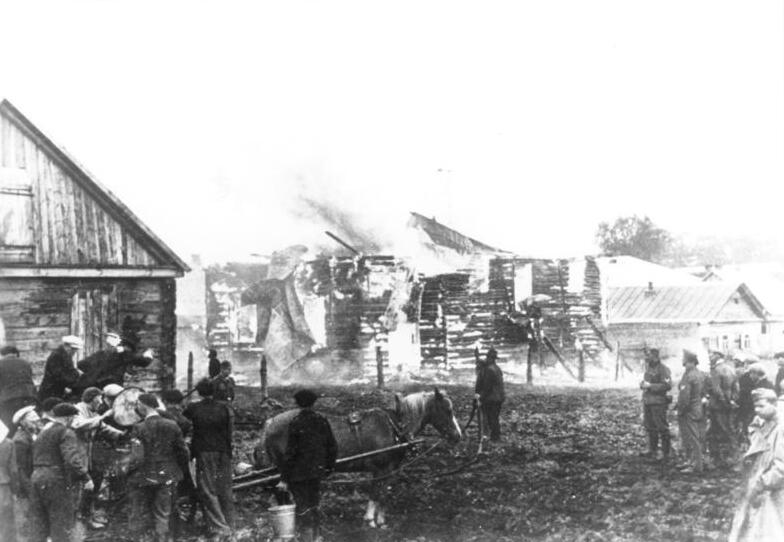
Wehrmachtssoldaten beobachten die von Kollaborateuren niedergebrannte Synagoge. NS-Propagandafoto vom Juni 1941
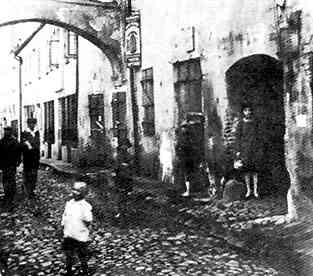
Das Ghetto von Vilnius. NS-Propagandafoto von ca. 1942
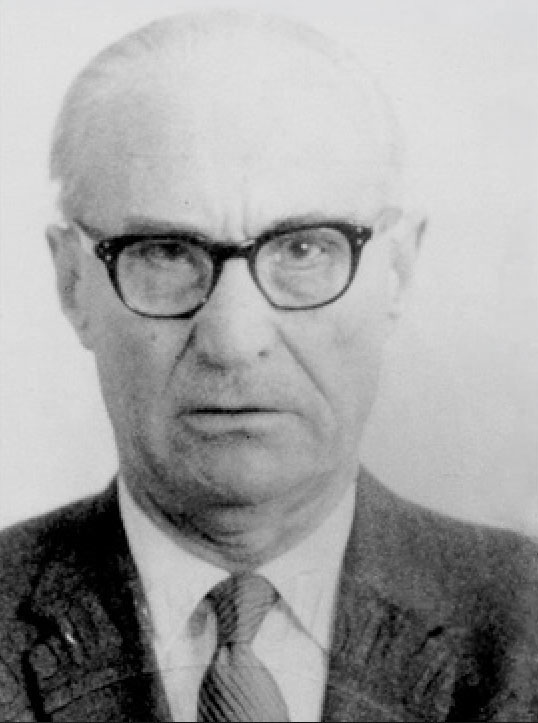
Chef der Litauischen Geheimpolizei Aleksandras Lileikis, NS-Kollaborateur am Holocaust, später in den USA untergetaucht und 1983 dort enttarnt